# Forêt nationale du Delta
Pour les articles homonymes, voir Delta.
La forêt nationale du Delta (en anglais : Delta National Forest) est une forêt nationale américaine située dans l'ouest du Mississippi. Située en intégralité dans le comté de Sharkey, au sein du Mississippi Delta, cette aire protégée s'étend en 2022 une superficie de 61 459 acres (249 km2).
Dans les années 1930, sous l'impulsion de Franklin Delano Roosevelt, l'État fédéral souhaite étendre les forêts nationales à l'Est des États-Unis. Dans plusieurs États, l'administration est à la recherche de forêts de feuillus situées dans une plaine alluviale pour servir d'exemple de gestion forestière. En 1935, la décision est prise d'acquérir 323 840 acres (1 311 km2) de forêts entre les rivières Sunflower (en) et Yazoo. La forêt nationale du Delta n'est finalement créée que le 12 janvier 1961, sur une superficie plus réduite.
Comme les cinq autres forêts nationales de l'État, la forêt nationale du Delta est gérée par le Service des forêts des États-Unis au siège des forêts nationales du Mississippi à Jackson. La Sunflower Wildlife Management Area, qui comprend l'essentiel de la forêt nationale, est toutefois cogérée avec le Mississippi Department of Wildlife, Fisheries & Parks,.
Au sein de la forêt nationale, les zones de recherche naturelle sur les frênes rouges, chêne des marais (en) et comalpes (Green Ash-Overcup Oak-Sweetgum Research Natural Areas) sont classées comme monument naturel national depuis 1976, notamment en raison de leurs arbres parfois vieux de 300 ans.